# Talamanca (Barcelona)
Talamanca là một đô thị trong comarca Bages, tỉnh Barcelona, Catalonia, Tây Ban Nha.
Castillo de Talamanca

Localización de Talamanca en el Bages